# 前臀鮡
前臀鮡（学名：Pareuchiloglanis anteanalis）为輻鰭魚綱鯰形目鮡科紋胸鮡亞科鮡属的鱼类。在中国，分布于金沙江、青衣江、大渡河、白龙江等，體長可達17.6公分，棲息在底層水域，生活習性不明。该物种的模式产地在甘肃武都、舟曲、文县、康县、云南盐津。
它体长可达17.6公分。